# Asiavorator
Asiavorator — вимерлий рід ссавців з надродини Aeluroidea, що жив у олігоцені Азії.
Дієта Asiavorator була від гіперм'ясоїдної до мезом'ясоїдної